# Bernoy-le-Château
Bernoy-le-Château est une commune française située dans le département de l'Aisne, en région Hauts-de-France.
Elle est créée le 1er janvier 2023 par la fusion de deux communes de Berzy-le-Sec et Noyant-et-Aconin, sous le régime juridique des communes nouvelles.

## Géographie

### Localisation
| Ploisy  | Courmelles Belleu | Septmonts             |
| Chaudun | Bernoy-le-Château | Buzancy Villemontoire |
|         | Vierzy            |                       |

### Hydrographie
La commune est située dans le bassin Seine-Normandie. Elle est drainée par la Crise, le cours d'eau 01 de la Montinette, le fossé 01 de la Vallée de Clancy, le ru de Buzancy, le ru de Visigneux et divers bras de la Crise,,.
La Crise, d'une longueur de 26 km, prend sa source dans la commune de Arcy-Sainte-Restitue et se jette  dans l'Aisne à Soissons, après avoir traversé huit communes. Les caractéristiques hydrologiques de la Crise sont données par la station hydrologique située sur la commune de Soissons. Le débit moyen mensuel est de 0,681 m3/s. Le débit moyen journalier maximum est de 3,46 m3/s, atteint lors de la crue du 22 mars 2001. Le débit instantané maximal est quant à lui de 4,33 m3/s, atteint le 1er mai 2024.

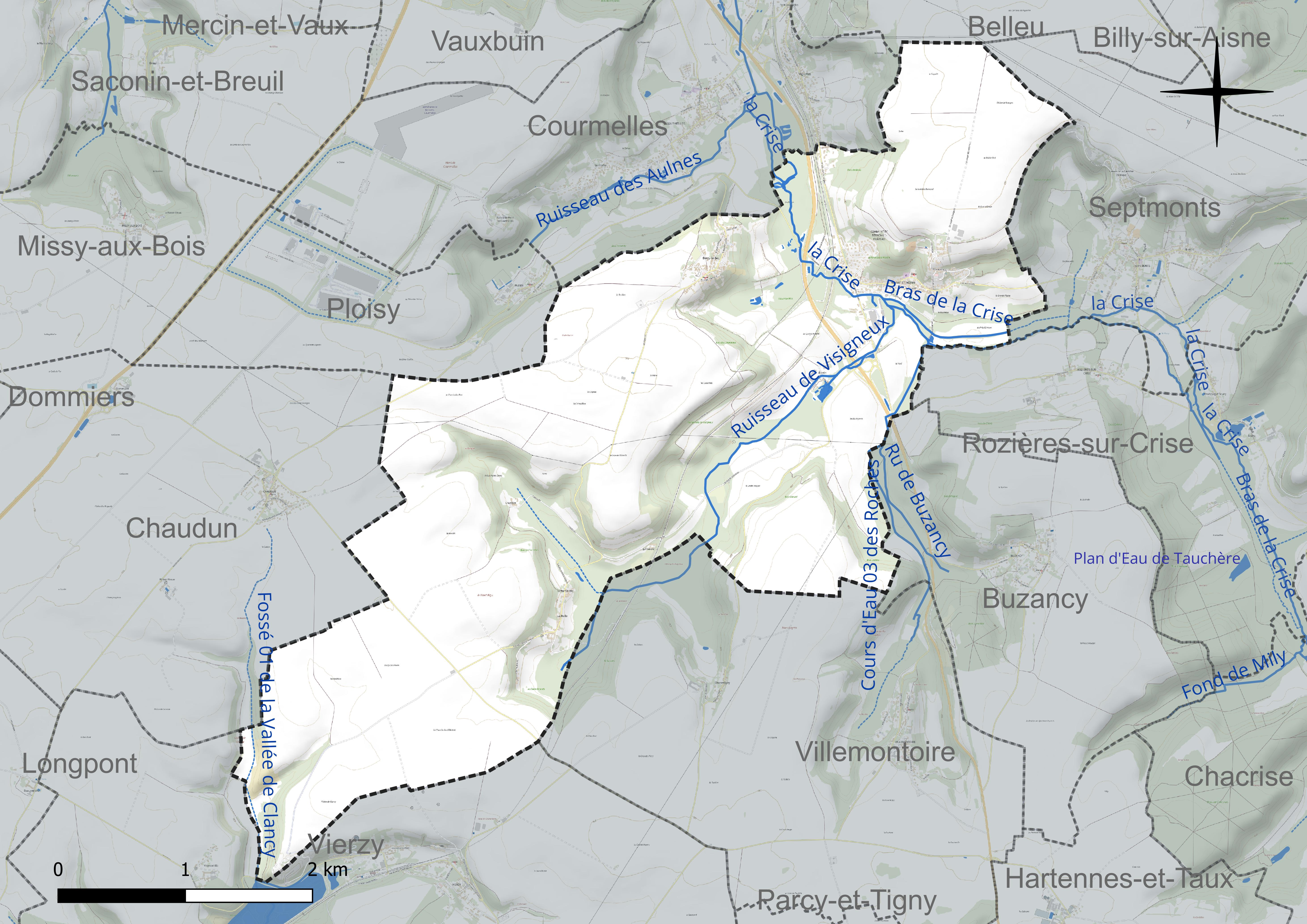
Réseau hydrographique de Bernoy-le-Château.

## Urbanisme

### Typologie
Au 1er janvier 2024, Bernoy-le-Château est catégorisée commune rurale à habitat dispersé, selon la nouvelle grille communale de densité à 7 niveaux définie par l'Insee en 2022.
Elle est située hors unité urbaine. Par ailleurs la commune fait partie de l'aire d'attraction de Soissons, dont elle est une commune de la couronne,. Cette aire, qui regroupe 92 communes, est catégorisée dans les aires de 50 000 à moins de 200 000 habitants,.

## Toponymie
Le nom se décompose en trois parties. La première, Bernoy est l'accolement des premières syllabes du nom des deux communes ayant fusionné : Ber- pour Berzy-le-Sec et -noy pour Noyant-et-Aconin. Les deux autres parties le-Château fait référence au château de Berzy-le-Sec.

## Histoire
Avec la mise en place du régime de commune nouvelle, les municipalités de Berzy-le-Sec et Noyant-et-Aconin souhaitent se regrouper depuis les élections municipales de 2014 en mutualisant certaines fêtes communales et certains services avec des achats communs. Elles organisent aussi des réunions publiques concernant un regroupement des deux communes avant les élections municipales de 2020 pour mettre ce sujet au cœur de la campagne des municipales.
Après le renouvellement complet des conseils municipaux en 2020 avec la reconduction des maires sortants des deux communes, Berzy-le-Sec et Noyant-et-Aconin maintiennent leur projet de fusion qui doit être finalisé pour l'année 2023. Après une consultation de la population sur le nom de la commune nouvelle, les deux communes approuvent en janvier 2022 le choix d'appeler la commune nouvelle « Bernoy-le-Château ».
Au vu des délibérations successives des deux communes, l'arrêté préfectoral du 29 septembre 2022 permet la création de la commune nouvelle de Bernoy-le-Château qui prend effet le 1er janvier 2023,. Les deux anciennes communes deviennent alors chacune une commune déléguée de Bernoy-le-Château.

## Politique et administration

### Communes fondatrices
| Nom                      | Code Insee | Intercommunalité               | Superficie (km2) | Population (dernière pop. légale) | Densité (hab./km2) |
| ------------------------ | ---------- | ------------------------------ | ---------------- | --------------------------------- | ------------------ |
| Noyant-et-Aconin (siège) | 02564      | CA GrandSoissons Agglomération | 4,6              | 474 (2022)                        | 103                |
| Berzy-le-Sec             | 02077      | CA GrandSoissons Agglomération | 11,69            | 366 (2022)                        | 31                 |

### Liste des maires
Jusqu'aux élections municipales de 2026, le conseil municipal sera composé des 26 conseillers municipaux des deux communes. 
| Période      | Période  | Identité           | Étiquette | Qualité                           |
| ------------ | -------- | ------------------ | --------- | --------------------------------- |
| janvier 2023 | En cours | Christian Deulceux |           | Maire de Berzy-le-Sec (2014-2022) |

## Population et société

### Démographie
L'évolution du nombre d'habitants est connue à travers les recensements de la population effectués dans la commune depuis sa création.

En 2022, la commune comptait 840 habitants.
| 2019 | 2020 | 2021 | 2022 |
| ---- | ---- | ---- | ---- |
| 874  | 871  | 855  | 840  |

## Culture locale et patrimoine

### Lieux et monuments
- Église Saint-Quentin de Berzy-le-Sec.

## Pour approfondir